# Grup amino
Un grup amino és un grup funcional constituït per un àtom de nitrogen enllaçat o bé a dos àtoms d'hidrogen {\displaystyle {\ce {-NH2}}}, o bé a un àtom d'hidrogen i un radical {\displaystyle {\ce {-NHR}}}, o bé a dos radicals {\displaystyle {\ce {-NR^1R^2}}}.
El grup amino és un dels grups funcionals més importants en els composts orgànics. És present en gran nombre de composts, com ara les amines, ja que és el seu grup característic; els aminoàcids que són les molècules amb les quals es construeixen les proteïnes; en molts de productes naturals i en fàrmacs; en les amides, juntament amb el grup carbonil constituint el grup amida; etc.

Cocaïna, un alcaloide emprat com a droga.
Adrenalina o epinefrina, una hormona.
Morfina, un opiaci emprat com a potent analgèsic.
Nicotina, un alcaloide, principi actiu del cafè.
Alanina, un aminoàcid.
Procaïna, un anestèsic local.

## Estructura molecular

Geometria d'una amina.

El grup amino, quan forma part d'una molècula, presenta una geometria piramidal dels enllaços amb el nitrogen, igual que la de l'amoníac {\displaystyle {\ce {NH3}}}. Els angles {\displaystyle {\ce {H-N-H}}} són de 106°, una mica menors que el valor tetraèdric de 109,5°, mentre que l'angle {\displaystyle {\ce {C-N-H}}} és una mica més gran (112°). La distància de l'enllaç {\displaystyle {\ce {C-N}}}, 147 pm, està entre les distàncies característiques de {\displaystyle {\ce {C-C}}} als alcans (153 pm) i les de l'enllaç {\displaystyle {\ce {C-O}}} als alcohols (143 pm).
El nitrogen i el carboni tenen hibridació sp3, i estan units per un enllaç σ a les amines. El parell electrònic no compartit del nitrogen ocupa un orbital híbrid sp3. Aquest parell no compartit intervé en reaccions en què les amines es comporten com a bases o nucleòfils.
En química aromàtica el grup amino es caracteritza per ser un grup molt activant, atesa la possibilitat del parell d'electrons no compartit, d'entrar en ressonància dins l'anell.